# Kanō Yasunobu

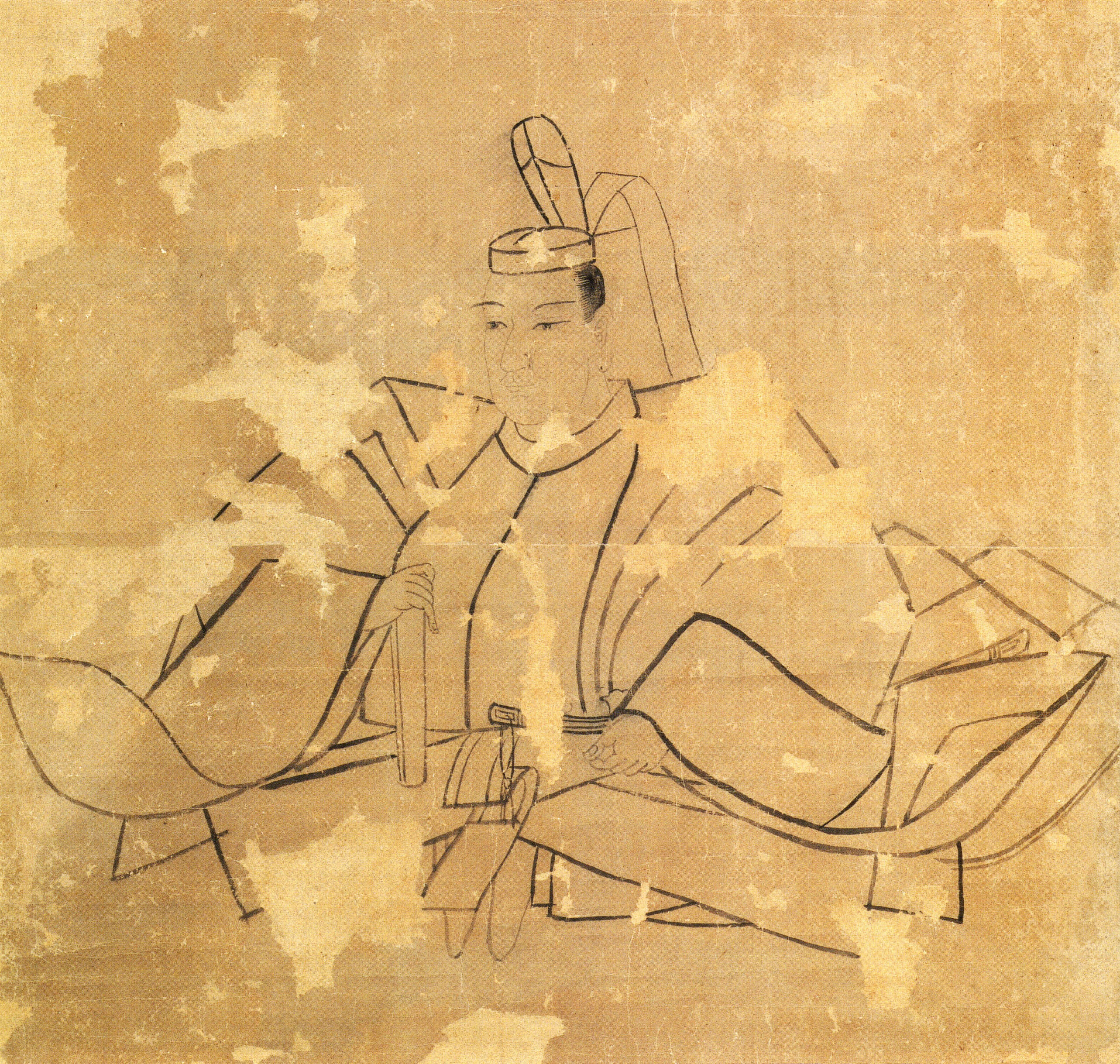

Kanō Yasunobu (狩野 安信), surnommé Shirojirō et Genshirō, et connu sous les noms de pinceau Eishin, Bokushinsai, Seikanshi et Ryōfusai, né en 1613 et mort en 1685, est un artiste japonais, peintre d'animaux et dessinateur de l'École Kanō, du XVIIe siècle.

## Biographie
Fils de Kanō Takanobu (1571-1618) et frère cadet de Kanō Tannyū (1602-1674), il travaille dans l'atelier de ce dernier, devenu académie officielle du nouveau shogunat d'Edo.
Il travaille avec Tannyū à la décoration du château de Nijō à Kyōto.

## Galerie

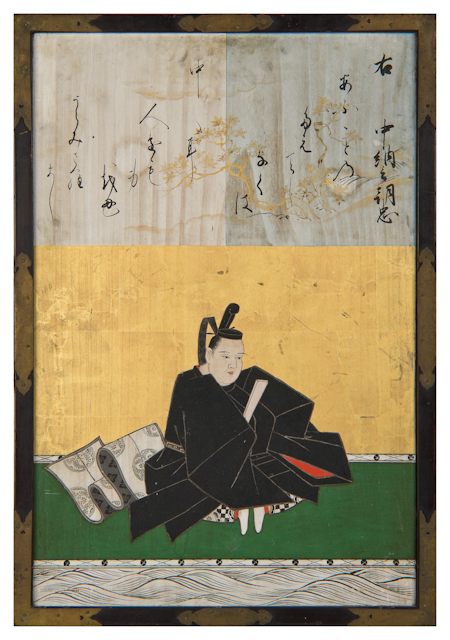
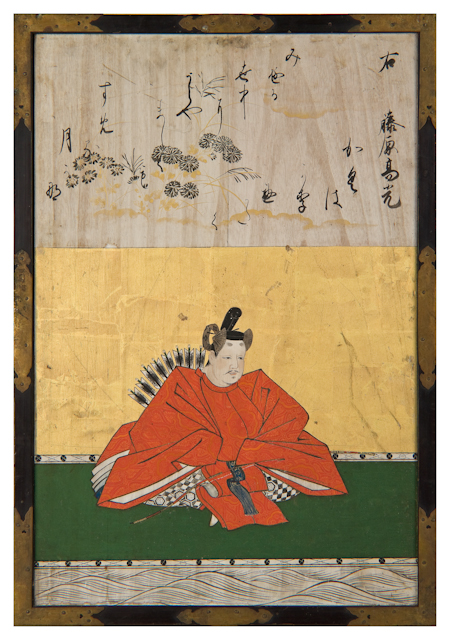
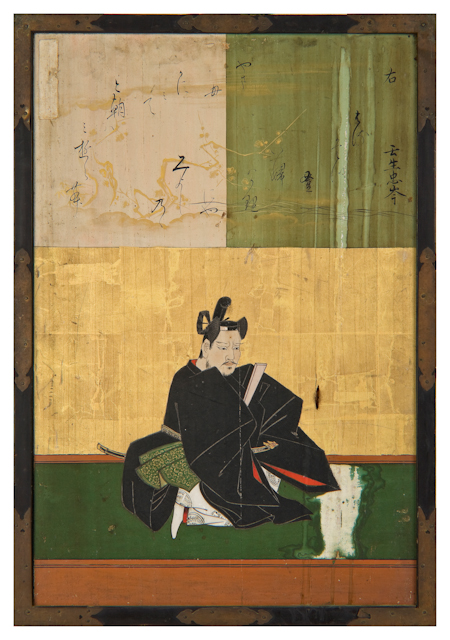
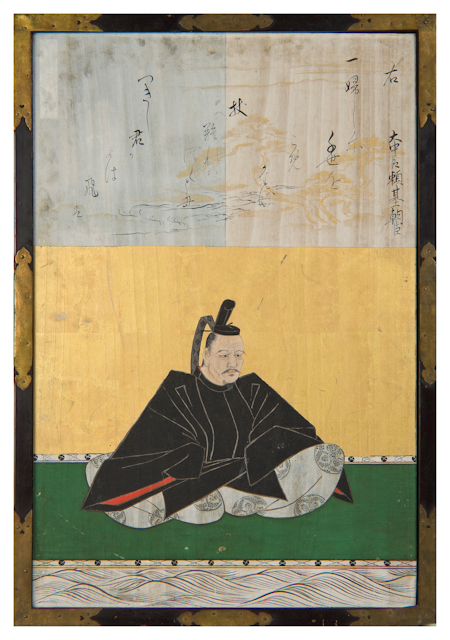
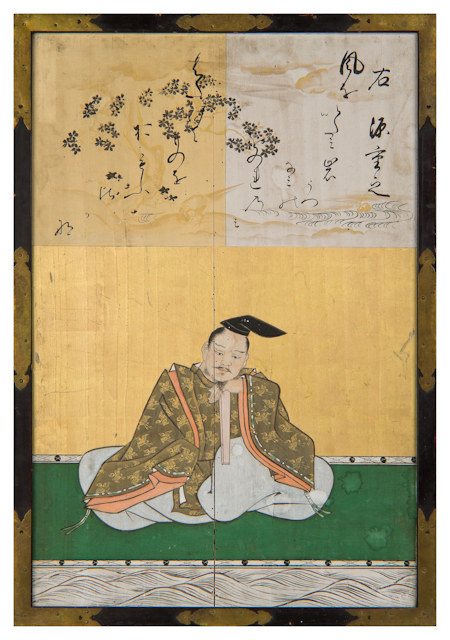
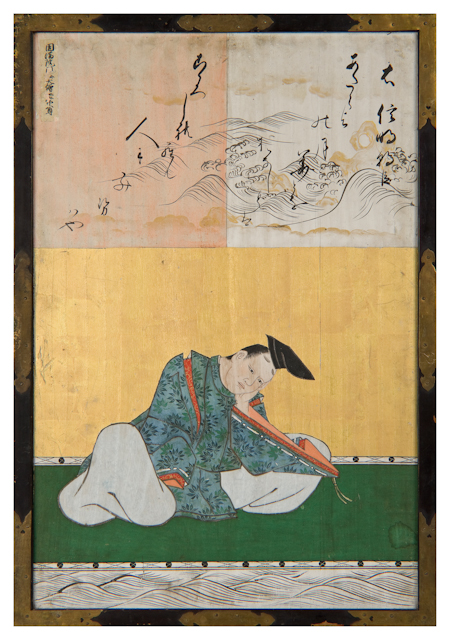
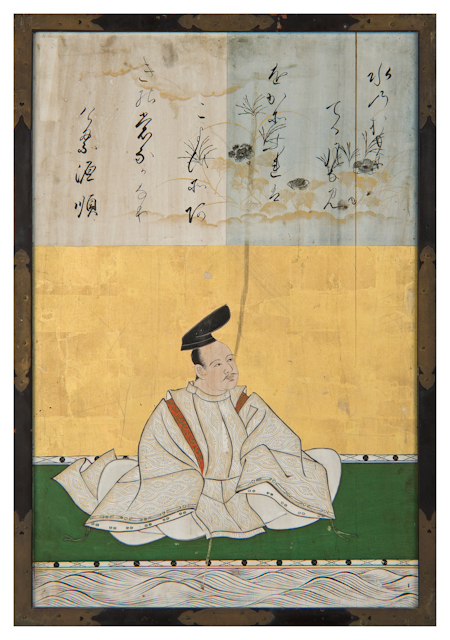
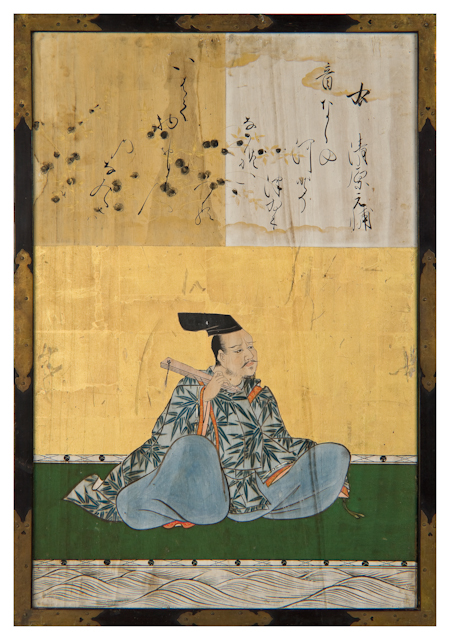
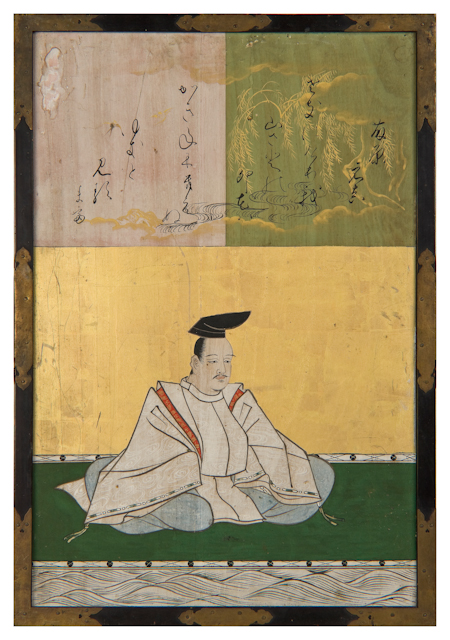
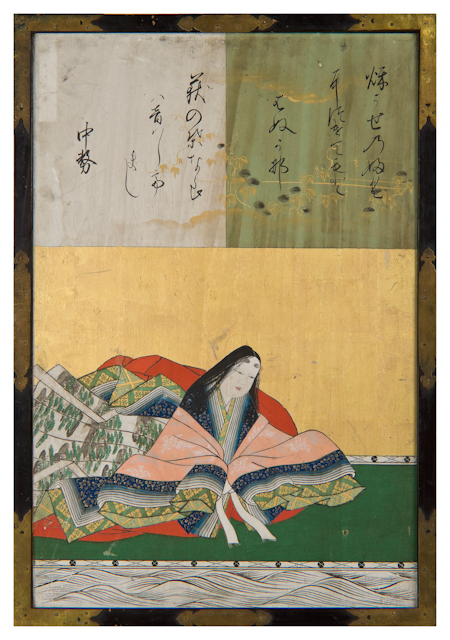
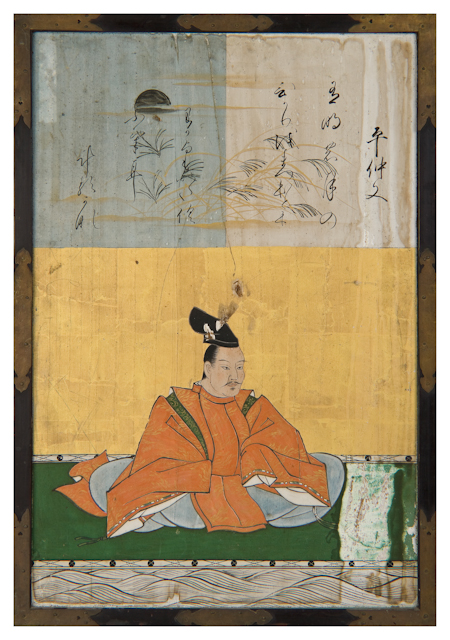
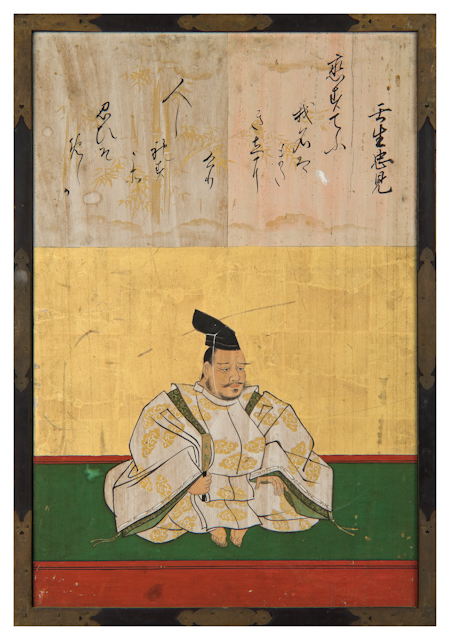